# لابذان
لابذان هو مركب عضوي ثنائي الحلقة له الصيغة الكيميائية C20H38. للمركب هيكل الديكالين وينتمي إلى مجموعة مركبات ثنائي التربين الطبيعية.

## الوفرة الطبيعية
يعد هيكل اللابذان أساساً بنيوياً للعديد من المنتجات الطبيعية، التي تعرف باسم اللابذانات. يستخلص مركب اللابذان ومشتقاته من لودنوم (أو اللاذنة Labdanum أو laudanum) أو كما تسمى صبغة الأفيون، التي لها استعمالات طبية، وهي عبارة عن راتنج يستخرج من زهرة اللاذنية. ومنه اشتق الاسم.

## الخواص
يبدي اللابذان العديد من الخواص الحيوية بما فيها خواصاً مضادة للبكتريا ومضادة للفطريات ومضادة للالتهاب.

## المشتقات
من مشتقات اللابذانات كل من مركبات فورسكولين Forskolin و ستيمودين Stemodene و حمض إيزوكوبريسيك Isocupressic acid، ويوجد الأخير في شجر سرو كبير الثمار.

## اقرأ أيضاً
- أمبرين
- نوتكاتون
- بوليغوديال
- 1-أوكتين-3-أون